# 礁渓郷

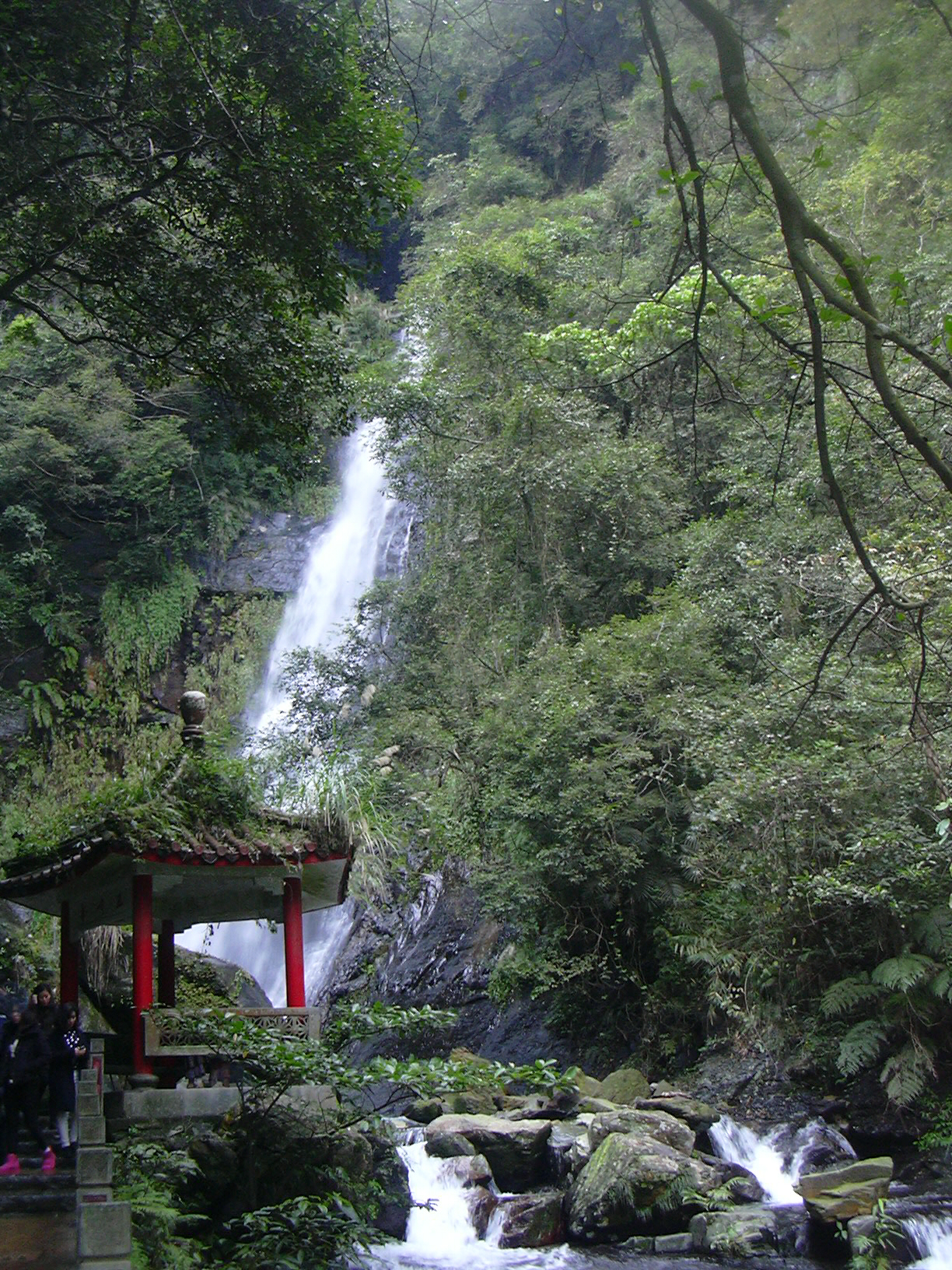
五峰旗瀑布

礁渓郷（ジャオシー/しょうけい-きょう）は、台湾宜蘭県の郷。

## 地理
礁渓郷は宜蘭県北部に位置する。

## 行政区
| 地区 | 村                                                                     |
| ---- | ---------------------------------------------------------------------- |
| 渓北 | 白雲村、玉石村、大忠村、大義村、三民村、徳陽村、六結村、二龍村、時潮村 |
| 渓南 | 白鵞村、呉沙村、龍潭村、玉田村、玉光村、光武村                         |
| 山区 | 林美村、匏崙村、二結村                                                 |

## 歴代郷長
| 代 | 氏名 | 任期 |
| -- | ---- | ---- |

## 教育

### 大学
- 佛光大学
- 淡江大学蘭陽キャンパス

### 国民中学
- 宜蘭県立礁渓国民中学
- 宜蘭県立呉沙国民中学

### 国民小学
- 宜蘭県立礁渓国民小学
- 宜蘭県立玉田国民小学
- 宜蘭県立龍潭国民小学
- 宜蘭県立三民国民小学
- 宜蘭県立四結国民小学

## 交通
| 種別 | 路線名称 | その他        |
| ---- | -------- | ------------- |
| 鉄道 | 宜蘭線   | 礁渓駅 四城駅 |
| 省道 | 台9線    | 北宜公路      |
| 国道 | 国道5号  | 頭城IC        |

## 観光
- 礁渓温泉
- 五峰旗瀑布
- 跑馬古道（中国語版）
- 林美石磐歩道
- 聖母登山歩道（中国語版）
- 蘭花谷
- 龍潭湖（中国語版）
- 猴硐瀑布
- 武暖石橋頭福徳廟（中国語版）